# Чемпионат СССР по бадминтону 1963
Чемпионат СССР по бадминтону 1963 года — первый в истории СССР розыгрыш титулов национальных чемпионов по бадминтону. Чемпионат прошёл в сентябре 1963 года (длился 10 дней) в спортивном зале ЦСКА на Комсомольском проспекте.

## Список участников
В чемпионате участвовали 96 мужчин и 32 женщины из 30 городов СССР и 11 республик: Москва (28 человек) и Московская область, Ленинград (11 человек), Харьков, Львов, Куйбышев, Киев, Днепропетровск, Душанбе, Алма-Ата, Воронеж, Свердловск, Рига, Паневежис, Кишинёв, Баку, Горький и Красноярск. Москву представляли 28 человек, Ленинград — 11, иные города РСФСР — 20, города УССР — 20, остальные города СССР — 49.

## Результаты
| Дисциплина          | Победитель                          | Серебряный призер   |
| ------------------- | ----------------------------------- | ------------------- |
| Мужчины (одиночные) | Николай Соколов                     | Юрий Ермолаев       |
| Женщины (одиночные) | Маргарита Зарубо                    | Валентина Коровкина |
| Мужчины (пара)      | Николай Пешехонов Анатолий Ершов    |                     |
| Женщины (пара)      | Маргарита Зарубо Серафима Смышляева |                     |
| Микс                | Владимир Демин Марина Демина        |                     |